# August von Parseval
August von Parseval (5. února 1861 Frankenthal – 22. února 1942 Berlín) byl německý konstruktér vzducholodí.

## Život
August von Parseval byl prvorozeným synem bavorského vládního rady Josepha von Parseval a jeho ženy Marie Amélie, rozené von Schaden.
V historických dokumentech se objevuje také zápis jeho jména Parzeval nebo Parceval.
Od roku 1878 sloužil u 3. pěšího pluku v Augsburgu.
Na stavbě řiditelné vzducholodi začal pracovat v roce 1901. Po smrti svého spolupracovníka Hanse Bartsche von Sigsfeld při nešťastném přistání balónu v roce 1902 práce přerušil. Vrátil se k nim znovu v roce 1905. Jeho první vzducholoď se poprvé vznesla 26. května 1906.
Do konce první světové války postavil celkem 22 neztužených a poloztužených vzducholodí. Další čtyři postavil na přelomu 20. a 30. let.

### Externí odkazy

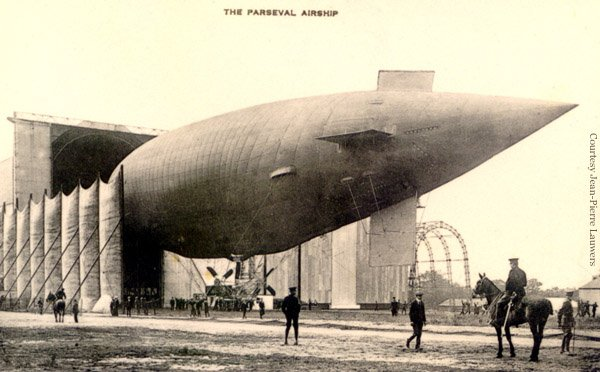
Parsevalova vzducholoď (1913)